# Jane Holzer
Jane Holzer, rodným jménem Jane Brookenfeld, rovněž známá jako Baby Jane Holzer, (* 23. října 1940) je americká sběratelka umění a herečka. Narodila se ve floridském Palm Beach do rodiny realitního investora. Později se usadila v New Yorku, kde potkala popartového umělce Andyho Warhola. Brzy s ním začala spolupracovat a v roce 1964 hrála hlavní roli v jeho filmu Soap Opera. Později vystupovala ještě například ve filmech Couch (1964) a Camp (1965). V roce 1972 pak hrála ve snímku Ciao! Manhattan, v němž vystupovalo i několik dalších osob z Warholova prostředí.